# Pourouma herrerensis
Pourouma herrerensis är en nässelväxtart som beskrevs av C.C. Berg. Pourouma herrerensis ingår i släktet Pourouma och familjen nässelväxter. Inga underarter finns listade i Catalogue of Life.